# ژوژا یانوشی
ژوژا یانوشی (مجاری: Jánosi Zsuzsa؛ زادهٔ ۱۹ ژانویهٔ ۱۹۶۳) شمشیرباز زن اهل مجارستان است.
وی در مسابقات کشوری و بین‌المللی در مجموع برندهٔ ۱ مدال برنز شده‌است.